# Amar I Agjhel Ould Haddi
Amar I Agjhel Ould_Haddi fou emir de Trarza, que va succeir al seu germà Siyed Ould Haddi quan va morir el 1684. Era un home pietós, just, recte, i feliç segons diu Cheikh Sidïa.
El seu regnat és poc conegut. Només se sap que fou assassinat el 1703 a traïció i va esdevenir màrtir digne d'elogi. L'assassí hauria estat un membre d'un grup de Oulad Delim (amazics) que va assaltar el seu campament i li va prendre els camells; l'emir va morir amb les armes a la mà defensant els seus béns. Les primeres relacions amb els francesos del Senegal haurien estat en aquest temps; els francesos ja comerciaven amb els negres a les escales del riu del Terrier Rouge i del Coq (Gall) van establir relacions amb els maures. Michel Jajolet de La Courbé, director general dels establiments senegalesos de la Companyia de Guinea va visitar el 1686 les escales i a la del Desert va tenir tractes amb els Ida Ou al-Hadj (els Darmankour dels negres, que el francès anomenà Darmantes), el cap dels quals es deia Chems. Les relacions comercials van seguir regularment.
Suposadament a la seva mort no va deixar cap fill o almenys cap fill mascle major i el va succeir el seu germà Ali (Eli) conegut com a Ali Chandora (Ali el Superb) Ould Haddi.